# Дроздов, Александр Анатольевич
Алекса́ндр Анато́льевич Дроздо́в (род. 12 апреля 1983 года) — российский волейболист. Серебряный призёр и чемпион Сурдлимпийских игр, серебряный призёр чемпионата мира, бронзовый призёр чемпионата Европы, чемпион России. Заслуженный мастер спорта России. Член сборной команды России по волейболу.

## Спортивная карьера
2005 год:
- 4 место — Сурдлимпийские игры (Австралия).

2007 год:
- 3 место — Чемпионат Европы по волейболу (Бельгия).

2008 год:
- 2 место — Чемпионат мира по волейболу (Аргентина).

2009 год:
- 1 место — Сурдлимпийские игры (Тайвань).

2010 год:
- 1 место — Кубок России по волейболу (г. Чехов).

2011 год:
- 3 место — Чемпионат России по волейболу (г. Коломна);
- 1 место — Международный турнир (дружеские игры) по волейболу среди глухих (США).

2012 год:
- 1 место — Чемпионат России по волейболу (г. Коломна);
- 2 место — Чемпионат мира по волейболу (Болгария).

2013 год:
- 1 место — Чемпионат России по волейболу среди глухих и слабослышащих спортсменов (г. Раменское, Московская область);
- 2 место — летние Сурдлимпийские игры (г. София, Болгария).